# 6174 Polybius
6174 Polybius eller 1983 TR2 är en asteroid i huvudbältet som upptäcktes den 4 oktober 1983 av den amerikanske astronomen Norman G. Thomas vid Anderson Mesa Station. Den är uppkallad efter den grekiske författaren Polybius.
Asteroiden har en diameter på ungefär 21 kilometer och den tillhör asteroidgruppen Inarradas.